# Karasberge
Die Karasberge sind ein Gebirge im Südosten von Namibia und bilden eine wesentliche Topographie der namibischen Region ǁKharasKlicklaut.
Die Karasberge werden unterteilt in die Großen Karasberge im Osten (Afrikaans: Groot-Karasberge), ein ungefähr 75 km langes Urgesteinsmassiv, das die umliegenden meist ebenen Hochflächen um rund 900–1000 m überragt und im Schroffenstein bis zu 2202 m erreicht, und die westlich gelegenen Kleinen Karasberge, ein bis zu 1500 Meter hohes Faltengebirge. Nördlich der Karasberge erstreckt sich das Nama-Karoo-Becken bis nach Mariental; südlich der Karasberge liegt das Gamchab-Becken, das bis nach Südafrika reicht.
Die Karasberge sind aufgrund von tiefen Schluchten und Felsabgründen teilweise sehr schwer zugänglich; nennenswerte in tiefen Schluchten der Karasberge entspringende Flüsse (Riviere) sind der Löwenfluss, der Gaab, Hom und der Gamchab. Auf einer Hochebene liegt die versunkene Stadt ǁKhauxaǃnas.